# منى عزيز
منى عزيز مغنية مصرية، كانت إحدى أعضاء فرقة المصريين الموسيقية التي أسسها هاني شنودة في ثمانينات القرن العشرين، التي تميزت بالعديد من الأغنيات الناجحة في تلك الفترة. كانت منى المغنية الرئيسية للفرقة واشتهرت بأغنيات مثل (ماشية السنيورة) و (متحسبوش يا بنات)، واشتركت في 3 أفلام سينمائية في بداية التسعينات. اختفت فجأة عن الساحة الفنية في منتصف التسعينات.

## وصلات خارجية
- منى عزيز على موقع قاعدة بيانات الأفلام العربية
- منى عزيز على موقع ديسكوغز (الإنجليزية)